# Ornitomimoid
Ornitomimoid (Ornithomimoides) – dinozaur z grupy teropodów (Theropoda).
Żył w okresie późnej kredy (ok. 89-84 mln lat temu) na terenach subkontynentu indyjskiego. Długość ciała ok. 2 m, wysokość ok. 1 m, masa ok. 40 kg. Jego szczątki znaleziono w Indiach (w stanie Madhya Pradesh).
Gatunki ornitomimoida:
- Ornithomimoides barasimlensis (von Huene & Matley, 1933)
- Ornithomimoides mobilis (von Huene & Matley, 1933)